# Denting
Denting – miejscowość i gmina we Francji, w regionie Grand Est, w departamencie Mozela.
Według danych na rok 1990 gminę zamieszkiwało 207 osób, a gęstość zaludnienia wynosiła 21 osób/km² (wśród 2335 gmin Lotaryngii Denting plasuje się na 838. miejscu pod względem liczby ludności, natomiast pod względem powierzchni na miejscu 614.). Na terenie miejscowości znajdują się pozostałości jednego z największych obozów jenieckich z okresu II wojny - Stalag XII F.